# Finanziamento pubblico ai partiti
Il finanziamento pubblico ai partiti è una delle modalità, assieme alle quote d'iscrizione e alla raccolta fondi, attraverso cui i partiti politici percepiscono fondi necessari a finanziare le proprie attività. Il finanziamento pubblico diretto ai partiti è previsto nella maggioranza degli ordinamenti europei. In alcuni paesi tale finanziamento costituisce la primaria risorsa di sostentamento dei partiti, mentre in altri (come la Gran Bretagna) esso è sostanzialmente irrilevante. Il modello di finanziamento pubblico puro non esiste, giacché gli ordinamenti affiancano ad un finanziamento pubblico la possibilità di finanziamento privato, variamente regolato e limitato.

## Germania
In Germania il finanziamento pubblico ai partiti è disciplinato dal Parteiengesetz. Legge organica che regola in maniera estensiva l'ordinamento dei partiti. L'approvazione nel 1967, dà attuazione alla disposizione costituzionale contenuta nel Grundgesetz del 1949.
La Parteiengesetz all'art.1 definisce i partiti come "soggetti di diritto costituzionale", e ne impone, peraltro, la "partecipazione libera e duratura" all'interno.  "Essi adempiono una funzione spettante loro secondo la Legge Fondamentale e da questi garantita". Del resto lo stesso art.21 della Legge fondamentale tedesca afferma che "(...) Il loro ordinamento deve essere conforme ai principi fondamentali della democrazia (...)".
Questa legge è molto penetrante nell'ordinamento del partito politico, con 3 o 4 piani stratificati verticalmente, dal livello locale a quello nazionale, e tutti i partiti presentano di conseguenza le stesse modalità organizzative e decisionali. Peraltro, questa legge impone anche democraticità interna nella selezione dei candidati.

### Pronunce costituzionali sul tema
Come già accennato l'art. 21 della Costituzione tedesca afferma tra l'altro che i partiti "devono rendere conto pubblicamente della provenienza e dell'utilizzazione dei loro mezzi finanziari e dei loro beni". Tuttavia nell'immediato dopoguerra si è registrato un singolare "scontro" tra Parlamento e Tribunale costituzionale federale sul tema del finanziamento. Non a caso la Parteiengesetz nacque in seguito ad una pronuncia del 1966 col la quale i giudici costituzionali dichiararono contrari alla Legge Fondamentale ogni forma di finanziamento pubblico alle formazioni politiche in quanto non erano "organi dello Stato", ammettendo però l'ipotesi del "rimborso elettorale".
Tuttavia anche nei primi anni novanta il Tribunale è tornato sul tema, contestando il meccanismo delle cd. "anticipazioni" sul rimborso per le elezioni successive, e contestando pure il fatto che i rimborsi avvenivano indipendentemente dai risultati elettorali. Fattori che hanno portato alla riforma del 1994.

### Disciplina
I partiti tedeschi sono finanziati in maniera importante. Esiste un contributo proporzionale ai voti ricevuti (Wahlerstimmer) pari a 0,85 € per ogni voto valido fino a 4 milioni di voti, e pari a 0,70 € per ogni voto ulteriore nelle ultime elezioni per Bundestag, Europarlamento e per i Parlamenti dei Lander. L'altra forma di contribuzione (Zuwendungsanteil) è calcolata sulla quota dei contributi versati dal privato e pari a 0,38 € per ogni euro donato o versato per il tesseramento, o ancora per le somme devolute al partito dai parlamentari. Tuttavia per le donazioni si tiene conto solo di quelle che non superano i 3300 €.
Per accedere al finanziamento, il partito deve ottenere una percentuale di voti validi almeno pari allo 0,5% del totale dei voti validi (per le elezioni europee e per le politiche nazionali) o all'1% (per le elezioni regionali).
Vi sono comunque delle regole speciali ulteriori: ad esempio il finanziamento statale non può superare la somma del 50% delle erogazioni private, così come esistono i "limiti assoluti" di esborso pubblico (circa 151 milioni di euro per il 2012). Una particolarità è anche l'imposizione che assicura alle "federazioni regionali" di partito una parte del finanziamento statale destinato al partito "nazionale".

### Finanziamento privato e Federazioni
Il finanziamento privato in Germania è molto cospicuo. Questo aspetto è fondamentale, se si considera che in Germania per ciascun euro donato o comunque corrisposto ai partiti lo Stato aggiunge agli stessi 0,38 €. Tuttavia si è già accennato al fatto che non tutte le corresponsioni ai partiti possono ottenere la menzionata "co-contribuzione" a carico dello Stato. Ma il finanziamento privato è controllato anche sotto altri punti di vista. Tant'è che le donazioni che superano i 10000 € debbono essere registrate nella "rendicontazione contabile" (obbligo molto pregnante ex art. 23 Parteiengesetz) con nome e indirizzo del donante, mentre le donazioni superiori a 50000 € debbono essere immediatamente comunicate al Presidente del Bundestag.
Una particolarità del sistema tedesco sono le Fondazioni politiche, che sono entità vicine ai partiti sebbene abbiano una distinta personalità giuridica. Pur ottenendo, ad esempio, 248 milioni di euro nel 2011, esse non sono disciplinate a livello legislativo, ma sono regolate dalla prassi parlamentare, da una sentenza costituzionale del 14 luglio 1986 (che impone l'indipendenza sotto vari profili delle Fondazioni rispetto ai partiti e pone vari divieti d'attività) e dalle Raccomandazioni della "Commissione di esperti indipendenti sul finanziamento dei partiti politici" istituita nel 1992, raccomandazioni raccolte nella "Dichiarazione comune delle Fondazioni politiche sul finanziamento statale" del 1998. Si pensi che esse, allorché nel 1966 furono dichiarati incostituzionali i finanziamenti pubblici, ottennero l'inserimento di capitoli di spesa nella legge di Bilancio del 1967. Esse ottengono, comunque, finanziamenti globali (erogati dal Ministero dell'Interno) per congressi, pubblicazioni, seminari ecc. e finanziamenti "a progetto" (che è la parte cospicua) per progetti di sostegno dello sviluppo sostenibile, ecologico e socialmente accettabile di Paesi in via di sviluppo e trasformazione che abbiano orientamenti compatibili a quelli del Governo tedesco nell'ambito della cooperazione allo sviluppo. I finanziamenti alle Fondazioni sono controllati dal Ministero dell'Interno e dalla Corte dei conti federale, oltre che dalle varie sezioni regionali della Corti dei conti e dalle autorità fiscali.

## Italia

### Profilo del partito politico
L'ordinamento italiano è privo di una legge organica sui partiti. Essi si configurano come associazioni non riconosciute di diritto privato sebbene inquadrati dalla legislazione elettorale di contorno come soggetti rilevanti, tenuti a particolari obblighi. Quest'ambiguità è foriera di svariate problematiche, non ultima il rapporto tra il "partito" ed il "gruppo parlamentare".
L'Assemblea costituente optò per la forma associativa privatistica dei partiti politici. Le ragioni della scelta sono diverse. In parte il ricordo dell'esperienza fascista, in cui il PNF divenne il partito unico dello stato. In parte il timore che il riconoscimento pubblico dei partiti avrebbe portato al controllo statale da parte delle maggioranze sulle minoranze. Timore particolarmente sentito in periodo di guerra fredda montante. Ma non mancarono proposte in direzione opposta, come la proposta di Costantino Mortati di attribuire agli stessi poteri di natura pubblicistica o di sancire controlli sull'organizzazione interna.
Le ragioni che presiedettero la scelta del finanziamento pubblico ai partito sono molteplici. Il principio dell'uguaglianza delle opportunità postula l'intervento pubblico al fine di garantire un livello di gioco equo fra le forze in competizione, in particolare a sostegno dei partiti che non contano di una base elettorale facoltosa né di altri finanziatori privati consistenti. Un'opera-inchiesta dell'inizio degli anni settanta stimava in 65 miliardi di lire il fabbisogno annuo del sistema partitico in Italia. Non a caso proprio in quegli anni furono presentati progetti legislativi proponenti il finanziamento statale: ai sensi della legge 9 ottobre 1971, n. 825 e poi il DPR 26 ottobre 1972, n. 633. si introduceva un finanziamento di tipo "indiretto" con varie forme di agevolazione fiscale. 
Va sottolineato poi che il mutamento della società ha avuto ripercussioni pesanti sui partiti. In passato, infatti, essi facevano una leva importante sui "tesseramenti" e sui contributi (anche non economici) volontari, ma l'evoluzione tecnologica (si pensi ai sondaggi e alla cura dell'immagine) ha comportato l'ulteriore aumento del fabbisogno partitico (la scienza politica discorre di "partito professional-elettorale") cosicché, a partire in particolare dagli anni settanta, è cresciuto il dibattito sul finanziamento pubblico, con la tendenza dei partiti ad ottenere denaro dallo Stato (il cd. "cartel party").

### Profilo costituzionale
La Costituzione italiana, al pari delle costituzioni coeve, non disciplina il finanziamento ai partiti. Durante i lavori della costituente è stato oggetto di discussione nel momento della formulazione dell'art.49. Alla fine prevalse l'astensione dall'argomento, coerente con l'impostazione "extrastatuale" dei partiti politici.
Parte della dottrina, facendo leva sul fatto che debba essere garantito il "pluralismo partitico" come elemento fondante della forma di Stato democratico-pluralista, ha invece sostenuto che sia necessario un sostegno finanziario volto a colmare eventuali carenze di mezzi.
Va evidenziato in ogni caso che la Commissione Bozzi  aveva proposto di aggiungere all'art. 49 Cost. un secondo comma dedicato proprio al finanziamento pubblico che avrebbe così recitato: "La legge disciplina il finanziamento dei partiti, con riguardo alle loro organizzazioni centrali e periferiche, e prevede le forme e le procedure atte ad assicurare la trasparenza e il pubblico controllo del loro stato patrimoniale e delle loro fonti di finanziamento". Si tratta di un'impostazione avente quale obiettivo una legge simile a quella tedesca (che ha una legge specifica su ordinamento e finanziamento dei partiti, la Parteiengesetz), almeno per il profilo del finanziamento, sebbene nel caso tedesco la norma giunge a disciplinare in maniera molto penetrante la struttura organizzativa dei partiti medesimi.
Tuttavia, come si vedrà, anche in Germania il tema del finanziamento pubblico è stato oggetto di travaglio, con una serie di pronunce del Tribunale costituzionale federale. La differenza è che già in origine la Costituzione federale tedesca prevedeva l'obbligo di rendere pubblica la provenienza dei mezzi di sostentamento (cfr. art. 21 Cost. federale tedesca nell'originaria formulazione).

### Legge Piccoli
Il finanziamento pubblico ai partiti è introdotto dalla legge del 2 maggio 1974 n. 195 (cosiddetta legge Piccoli). Proposta da Flaminio Piccoli (DC), la norma viene approvata in soli 16 giorni con il consenso di tutti i partiti, ad eccezione del PLI.
La legge imponeva l'obbligo di presentazione di un "bilancio" da pubblicare su un quotidiano e da comunicare al Presidente della Camera, che esercitava un controllo formale assistito da un ufficio di revisori, cioè il "Collegio di revisori ufficiali dei conti". Infatti essa da un lato introdusse il finanziamento per i gruppi parlamentari "per l'esercizio delle loro funzioni" e per "l'attività propedeutica dei relativi partiti", obbligando il gruppo stesso a versare il 95% ai partiti, mentre dall'altro introdusse un finanziamento per l'attività "elettorale" dei partiti.
La legge disciplinava anche il finanziamento privato. Il Parlamento intendeva rassicurare l'opinione pubblica che, attraverso il sostentamento diretto dello Stato, i partiti non avrebbero avuto bisogno di collusione e corruzione da parte dei grandi potentati economici. A bilanciare tale previsione, si introdusse il divieto - per i partiti - di percepire finanziamenti da strutture pubbliche ed un obbligo (penalmente sanzionato) di pubblicità e di iscrizione a bilancio dei finanziamenti provenienti da privati, se superiori ad un certo ammontare.
I buoni propositi risultarono tuttavia smentiti dagli scandali affiorati successivamente (tra cui i casi Lockheed e Sindona). Nel settembre 1974 il PLI propone un referendum abrogativo sulla norma, ma non riesce a raccogliere le firme necessarie.

### Referendum abrogativo del 1978
L'11 giugno 1978 si tiene il referendum indetto dai Radicali per l'abrogazione della legge 195/1974.
Nonostante l'invito a votare "no" da parte dei partiti che rappresentano il 97% dell'elettorato, il "sì" raggiunge il 43,6%, pur senza avere successo.
Secondo i promotori del referendum lo Stato deve favorire tutti i cittadini attraverso i servizi, le sedi, le tipografie, la carta a basso costo e quanto necessario per fare politica, non garantire le strutture e gli apparati di partito, che devono essere autofinanziati dagli iscritti e dai simpatizzanti.

### Prime modifiche negli anni '80
Nel 1980 una proposta di legge vorrebbe introdurre il raddoppio del finanziamento pubblico, ma viene messa da parte al momento dell'esplosione dello scandalo Caltagirone, con finanziamenti
elargiti dagli imprenditori a partiti e a politici.
La legge n. 659 del 18 novembre 1981 introduce le prime modifiche:
- i finanziamenti pubblici vengono raddoppiati;
- partiti e politici (eletti, candidati o aventi cariche di partito) hanno il divieto di ricevere finanziamenti dalla pubblica amministrazione, da enti pubblici o a partecipazione pubblica;
- viene introdotta una nuova forma di pubblicità dei bilanci: i partiti devono depositare un rendiconto finanziario annuale su entrate e uscite, per quanto non siano soggetti a controlli effettivi.

I Radicali manifestano in aula parlamentare con tecniche di ostruzionismo per bloccare la proposta di indicizzazione dei finanziamenti e a ottenere maggiore trasparenza dei bilanci dei partiti nonché controlli efficaci.
La legge 18 novembre 1981, n. 659 e gli altri provvedimenti che la seguirono (art. 1, legge 8 agosto 1980, n. 422; art. 1, legge 8 agosto 1985, n. 413) generalizzarono il sistema del contributo a titolo di rimborso per le spese elettorali, dalle elezioni politiche a quelle europee e regionali: in questi casi, l'erogazione era disposta dal Presidente della Camera dei deputati.

### Referendum del 1993 e abrogazione della norma
Il referendum abrogativo promosso dai Radicali Italiani e dal comitato Segni dell'aprile 1993 vede il 90,3% dei voti espressi a favore dell'abrogazione del finanziamento pubblico ai partiti, nel clima di sfiducia che succede allo scandalo di Tangentopoli. 

### Dilatazione dei "rimborsi elettorali"
Nel dicembre 1993 il Parlamento aggiorna, con la legge n. 515 del 10 dicembre 1993, la parte rimanente della legge del 1974 relativamente al finanziamento pubblico definito “contributo per le spese elettorali”. La novella legislativa trova immediata attuazione in occasione delle elezioni del 27 marzo 1994. Per l'intera legislatura vengono erogati in unica soluzione 47 milioni di euro. La stessa norma viene applicata in occasione delle successive elezioni politiche del 21 aprile 1996.
La legge n. 2 del 2 gennaio 1997, intitolata "Norme per la regolamentazione della contribuzione volontaria ai movimenti o partiti politici" avalla questa dilatazione semantica del termine rimborso, successivamente giudicata elusiva del responso referendario del 1993.
La legge n. 157 del 3 giugno 1999, recante "Nuove norme in materia di rimborso delle spese elettorali e abrogazione delle disposizioni concernenti la contribuzione volontaria ai movimenti e partiti politici", reintroduce un finanziamento pubblico completo per i partiti. Il rimborso elettorale previsto non ha infatti attinenza diretta con le spese effettivamente sostenute per le campagne elettorali.
La legge 157 prevede cinque fondi: per elezioni alla Camera, al Senato, al Parlamento Europeo, Regionali, e per i referendum, erogati in rate annuali, per 193.713.000 euro in caso di legislatura politica completa (l'erogazione viene interrotta in caso di fine anticipata della legislatura). La legge entra in vigore con le elezioni politiche italiane del 2001.
Il Comitato radicale promotore del referendum del 1993 sull'abolizione del finanziamento pubblico tenta il ricorso rispetto alla contraddizione dell'esito referendario, ma gli viene negata dalla Corte Costituzionale la possibilità di depositare tale ricorso.

#### 4 per mille ai partiti politici
Il provvedimento del 1997 prevedeva per la prima volta la possibilità per i contribuenti, al momento della dichiarazione dei redditi, di destinare il 4 per mille dell'imposta sul reddito al finanziamento di partiti e movimenti politici (pur senza poter indicare a quale partito), per un totale massimo di 56.810.000 euro, da erogarsi ai partiti entro il 31 gennaio di ogni anno. Per il solo anno 1997 viene introdotta una norma transitoria che fissa un fondo di 82.633.000 euro per l'anno in corso. L'adesione alla contribuzione volontaria per destinare il 4 per mille ai partiti fu minima.

#### L'obbligo di rendicontazione
Sempre la legge 2/1997 introduce l'obbligo per i partiti di redigere un bilancio per competenza, comprendente stato patrimoniale e conto economico, il cui controllo è affidato alla Presidenza della Camera. La Corte dei Conti può controllare solo il rendiconto delle spese elettorali. Il parlamento modifica la norma solo con l'art. 5 della legge nº 96 del 6 luglio 2012, rafforzando l'obbligo di un partito o un movimento di avere uno statuto per aver diritto di ricevere i rimborsi elettorali.

#### Referendum del 2000
Nel 2000 un ulteriore referendum promosso dai Radicali propone l'abolizione della legge sui rimborsi elettorali. I referendum del 2000 non raggiungono il quorum e, in particolare, quello sull'abolizione dei rimborsi elettorali viene votato solo dal 32,2% degli aventi diritto, mantenendo quindi la legge vigente.

#### Legge n. 156/2002 e la "proroga-regalo" con la legge 51/2006
La normativa viene ulteriormente modificata dalla legge n. 156 del 26 luglio 2002, recante “Disposizioni in materia di rimborsi elettorali”, che trasforma in annuale il fondo e abbassa dal 4 all'1% il quorum per ottenere il rimborso elettorale. L'ammontare da erogare, per Camera e Senato, nel caso di legislatura completa più che raddoppia, passando da 193.713.000 euro a 468.853.675 euro. In sostanza le 4000 lire "a voto" precedentemente previste furono convertite in 1€, ma stabilendosi che l'importo dei fondi non fosse riferito all'intera legislatura ma a ciascun anno della stessa. A conti fatti, pertanto, i partiti aventi diritto al rimborso ottennero più del doppio rispetto al meccanismo del 1999.
Infine, con la legge n. 51 del 23 febbraio 2006 (di conversione del cd. decreto mille proroghe) si stabilì che l'erogazione è dovuta per tutti gli anni di legislatura, indipendentemente dalla durata effettiva della stessa. La fine anticipata della XV legislatura, a due anni dall'insediamento, produce il raddoppio delle quote annuali di finanziamento, dal momento che ai rimborsi della legislatura conclusa di sommano le quote relative alla XVI legislatura inaugurata nel 2008. Questa possibilità di "rimborso multiplo" è stata eliminata con effetto immediato con la l.conv. n. 122/2010.

#### Dati sul finanziamento nel 2008
- Per partito nel 2008, in base alle elezioni del 2008[25]:

| Partito                       | Rimborsi      |
| ----------------------------- | ------------- |
| Il Popolo della Libertà       | 206.518.945 € |
| Partito Democratico           | 180.231.505 € |
| Lega Nord                     | 41.384.550 €  |
| Unione di Centro              | 25.895.850 €  |
| Italia dei Valori             | 21.649.225 €  |
| La Sinistra l'Arcobaleno      | 9.291.220 €   |
| La Destra                     | 6.202.915 €   |
| Movimento per l'Autonomia     | 4.776.885 €   |
| Partito Socialista Italiano   | 2.491.755 €   |
| Südtiroler Volkspartei        | 1.646.320 €   |
| Südtiroler Volkspartei + Aut. | 1.305.560 €   |
| Vallée d'Aoste                | 224.020 €     |
| Lista Bonino Pannella         | -             |

- Calcolo finanziamento: 5 € x il numero di voti raccolti[27]

Finanziamento pubblico all'editoria - giornali di partito nel 2008 (riferimento dati 2007):
| Giornale                    | Rimborsi       | Partito               |
| --------------------------- | -------------- | --------------------- |
| Il Campanile nuovo          | 1.150.919,75 € | UDEUR                 |
| Per l'Azione                | 298.136,46 €   | DC                    |
| Italia Democratica          | 298.136,46 €   | Editrice Mediterranea |
| Cronache di Liberal         | 1.200.342,31 € | UDC                   |
| Liberazione                 | 3.947.796,54 € | PRC                   |
| Notizie verdi               | 2.510.957,71 € | Verdi                 |
| La Padania                  | 4.028.363,82 € | Lega Nord             |
| Le Peuple Valdôtain         | 301.325,06 €   | Union Valdôtaine      |
| La Rinascita della Sinistra | 934.621,50 €   | PdCI                  |
| Secolo d'Italia             | 2.959.948,01 € | PdL                   |
| Il SocialistaLab            | 472.036,97 €   | Nuovo PSI             |
| l'Unità                     | 6.377.209,80 € | PD                    |
| Zukunft in Südtirol         | 650.081,04 €   | SVP                   |

### La riforma Monti del 2012
Nel marzo 2012 il GRECO (GRoups d'Etats contre la COrruptions/Group of States against Corruption), organismo del Consiglio d'Europa finalizzato alla lotta contro la corruzione, ha redatto un "Rapporto di valutazione sulla trasparenza del finanziamento dei partiti politici" nel quale vengono evidenziate le storture nel sistema italiano.
La legge 6 luglio 2012, n. 96 ha introdotto numerose novità: contiene delega per l'estensione di un "testo unico" in materia, sebbene questo non sia un fatto inedito considerando che già l'art.8 della l. 157/1999 conteneva una delega analoga al governo (mai attuata).
La legge 96, oltre a ridurre con effetto immediato a 91 milioni di euro l'ammontare del finanziamento pubblico (rispetto ai 182 milioni previsti), ha introdotto un criterio-base rigido di finanziamento, distinguendo due pilastri del finanziamento pubblico. il contributo come "rimborso" delle spese per le consultazioni elettorali viene distinto dal finanziamento per l'attività politica, che diventa contributo pubblico "a titolo di cofinanziamento", assegnando rispettivamente il 70% ed il 30% dei 91 milioni di euro complessivamente previsti.
Riguardo al primo "tipo" di finanziamento (ovvero il "rimborso" più "contributo"), la riforma mantiene i 4 fondi (elezioni di Camera, Senato, Europarlamento e Consigli regionali) con assegnazione di 19,5 milioni di euro per ciascun fondo, e chiedendo quale requisito semplicemente il candidato eletto, eliminando la soglia dei voti validi. È rimasto inalterato, invece, il criterio di ripartizione delle somme tra le varie liste. Particolare è, poi, la riduzione sanzionatoria del 5% dell'ammontare di finanziamento per le liste aventi diritto che abbiano più di 2/3 dei candidati dello stesso sesso.
Riguardo al secondo "tipo" di finanziamento (ovvero il "contributo a titolo di cofinanziamento"), invece, per ciascuno dei 4 fondi sono assegnati 6,285 milioni di euro. Per questo finanziamento, però, i criteri cambiano perché le liste hanno diritto ad esso non solo se ottengono il candidato eletto, ma pure se ottengono il 2% dei voti validi conseguiti nell'elezione della Camera, a prescindere dall'elezione alla quale si fa riferimento. Riguardo al "quantum", ciascun partito avente diritto a questa forma di finanziamento ottiene la metà delle somme acquisite annualmente tramite le quote associative e le erogazioni liberali, ponendo però come massimo computabile 10.000 euro per ciascun contributo. Altri limiti concernono, poi, le somme in relazione ai voti ottenuti, infatti la formazione politica può, in valore percentuale al fondo di riferimento, ottenere un rimborso massimo proporzionale al numero di voti validi conseguiti nell'ultima elezione. Per incentivare la contribuzione ai partiti, peraltro, si sono aumentate le "detrazioni per oneri" al 24% per l'Irpef, con una previsione al 26% per l'anno 2014. Tuttavia deve precisarsi che al fine di beneficiare delle detrazioni è necessario che l'erogazione sia effettuata in favore di un partito rispondente a determinati requisiti.
Tornando all'impalcatura generale della legge, una delle maggiori novità della riforma è la previsione secondo la quale le formazioni politiche che hanno diritto al finanziamento debbano dotarsi di un "atto costitutivo" e di uno "statuto" da trasmettere in copia ai Presidenti di Camera e Senato entro 45 giorni dall'elezione. Essi debbono indicare l'organo competente ad approvare il rendiconto, il soggetto responsabile della gestione economico-finanziaria. Non solo. La norma impone che tali atti debbono essere conformati a principi democratici nella vita interna, con particolare riguardo alla scelta dei candidati, al rispetto delle minoranze e ai diritti degli iscritti.
La riforma ha poi rimodellato l'obbligo di rendiconto (già esistente a partire dal 1974) per tutti i partiti che abbiano conseguito almeno un rappresentante tra Camera, Senato, Europarlamento e Consigli regionali, ovvero che (pur non avendo alcun candidato eletto) abbiano ottenuto almeno il 2% dei voti validi nelle elezioni per il rinnovo della Camera dei Deputati. La riforma ha previsto pure che gli stessi partiti debbano avvalersi, per il rendiconto, di una società di revisione iscritta nell'apposito albo speciale della Consob, tenuta al rispetto della disciplina generale di cui al d.lgs. 39/2010, che effettua una verifica di regolarità più specifica, superando l'impostazione precedente che riteneva sufficiente l'avvalimento di revisori dei conti, tenuti peraltro ad una sottoscrizione semplice del contenuto del rendiconto senza ulteriori specificazioni. La legge 96/2012, inoltre, impone la pubblicazione sul sito Internet del partito del "rendiconto d'esercizio" (e del relativo verbale d'approvazione), degli allegati e della relazione della società di revisione. Va precisato che, comunque, continua ad effettuarsi il controllo della Corte dei Conti (previsto sin dalla legge 515/1993) sui consuntivi relativi a spese e contribuzioni per la campagna elettorale per il rinnovo di Camera e Senato.
L'art. 9 della legge, inoltre, istituisce la "Commissione per la trasparenza e il controllo dei bilanci dei partiti e dei movimenti politici" con il compito di controllare i suddetti rendiconti. Essa è andata a sostituire il "Collegio dei revisori", che ha cessato di svolgere le sue funzioni il 31 ottobre 2012. Rispetto al controllo "formale" che svolgeva quest'ultima, la nuova Commissione verifica la "conformità delle spese effettivamente sostenute e delle entrate percepite alla documentazione addotta a prova delle stesse" (cfr. art.9, comma quinto). La dottrina immediatamente mise in dubbio l'effettività di questo controllo, ma la difficoltà emerse solo quando la Commissione si dichiarò nell'impossibilità di effettuare i controlli ed il legislatore ritenne di intervenire nuovamente.
La legge, inoltre, associa un catalogo sanzionatorio-amministrativo all'inosservanza degli obblighi prescritti. Questa riforma ha in un certo senso "spinto" le due Camere (sebbene non obbligate) a rivedere i propri Regolamenti e ad imporre l'obbligo di rendiconto anche ai "gruppi parlamentari", sebbene con un certo ritardo del Senato della Repubblica rispetto a quanto accaduto alla Camera dei Deputati.
Un'altra novità della riforma è stata quella di abbassare a 5000 € (che era stato innalzato, nel 2005, per i contributi ai partiti a 50000 €) l'importo al di sopra del quale scatta l'obbligo di "dichiarazione congiunta" da depositarsi presso la Camera dei Deputati per i contributi privati a partiti o candidati (per questi l'importo era 20000 €), e ampliato il novero dei soggetti che non possono finanziare partiti o loro articolazioni, modificando la legge 195/1974.

### L'abolizione del 2013
Durante il governo Letta venne emanato il decreto legge 28 dicembre 2013, n. 149, convertito in legge 21 febbraio 2014, n. 13, che prevede espressamente l'abolizione del finanziamento pubblico ai partiti. Ecco i punti principali della norma:
- Abolizione del finanziamento pubblico ai partiti - Si aboliscono il rimborso delle spese per le consultazioni elettorali e i contributi pubblici erogati per l'attività politica e a titolo di cofinanziamento;
- Il 2 per 1000 - A decorrere dall'anno finanziario 2014, con riferimento al precedente periodo d'imposta, ciascun contribuente può destinare il due per mille della propria imposta sul reddito delle persone fisiche a favore di un partito politico, limitatamente ai partiti politici iscritti nella seconda sezione del registro di cui all’articolo 4 del decreto legge 28 dicembre 2013, n. 149.[35]
- Detrazioni per le erogazioni liberali in denaro in favore dei partiti politici  - A decorrere dall'anno 2014, le erogazioni liberali in denaro effettuate dalle persone fisiche in favore dei partiti politici iscritti nella prima sezione del registro di cui all'art. 4 del presente decreto sono ammesse a detrazione per oneri, ai fini dell'imposta sul reddito delle persone fisiche. Dall'imposta lorda sul reddito si detrae un importo delle erogazioni liberali pari al 26 per cento per importi compresi tra 30 euro e 30.000 euro annui. A partire dall'anno di imposta 2007 le erogazioni in denaro effettuate a favore di partiti politici, esclusivamente tramite bonifico bancario o postale e tracciabili secondo la vigente normativa antiriciclaggio, devono comunque considerarsi detraibili ai sensi dell'art. 15, comma 1-bis, del testo unico di cui al decreto del Presidente della Repubblica 22 dicembre 1986, n. 917. A decorrere dall'anno 2014, ai fini dell'imposta sul reddito delle società si detrae, fino a concorrenza dell'ammontare dell'imposta lorda, un importo pari al 26 per cento dell'onere per le erogazioni liberali in denaro effettuate in favore dei partiti politici per importi compresi tra 30 euro e 30.000 euro annui.
- Raccolte telefoniche di fondi - La raccolta di fondi per campagne che promuovano la partecipazione alla vita politica sia attraverso SMS o altre applicazioni da telefoni mobili, sia dalle utenze di telefonia fissa attraverso una chiamata in fonia, è disciplinata da un apposito codice di autoregolamentazione tra i gestori telefonici autorizzati a fornire al pubblico servizi di comunicazione elettronica in grado di gestire le numerazioni appositamente definite dall'Autorità per le garanzie nelle comunicazioni. Tale raccolta di fondi costituisce erogazione liberale e gli addebiti, in qualunque forma effettuati dai soggetti che forniscono servizi di telefonia, degli importi destinati dai loro clienti alle campagne sono esclusi dal campo di applicazione dell'imposta sul valore aggiunto.
- Estensione ai partiti e ai movimenti politici delle disposizioni in materia di trattamento straordinario di integrazione salariale e relativi obblighi contributivi nonché in materia di contratti di solidarietà - A decorrere dal 1º gennaio 2014, ai partiti e ai movimenti politici iscritti nel registro nazionale e alle loro rispettive articolazioni e sezioni territoriali, a prescindere dal numero dei dipendenti, sono estese, le disposizioni in materia di trattamento straordinario di integrazione salariale e i relativi obblighi contributivi, nonché la disciplina in materia di contratti di solidarietà di cui al decreto-legge 30 ottobre 1984, n. 726, convertito, con modificazioni, dalla legge 19 dicembre 1984, n. 863. A tal fine è autorizzata la spesa di 15 milioni di euro per l'anno 2014, di 8,5 milioni di euro per l'anno 2015 e di 11,25 milioni di euro annui a decorrere dall'anno 2016.

La concreta cessazione del finanziamento pubblico è avvenuta nel 2017, e il finanziamento pubblico ai partiti continuerà a essere erogato per gli anni 2014, 2015, 2016. La riforma mantiene solo la possibilità, a determinate condizioni (art. 3-Statuto; art. 4-Registro dei Partiti), di ottenere la destinazione volontaria del due per mille dell'imposta sul reddito delle persone fisiche su precisa scelta del contribuente, e di ottenere erogazioni liberali dei privati, che possono così usufruire delle detrazioni fiscali. Ad ogni donazione, in denaro o beni/servizi, anche per interposta persona, è fissato un tetto massimo di euro 100.000/anno (art. 10, comma 7). La legge, infine, contiene un capo dedicato a democrazia interna, trasparenza e controlli.

### Normativa
- Legge 2 maggio 1974, n. 195, in materia di "Contributo dello Stato al finanziamento dei partiti politici."
- Legge 18 novembre 1981, n. 659, in materia di "Modifiche ed integrazioni alla legge 2 maggio 1974, n. 195, sul contributo dello Stato al finanziamento dei partiti politici."
- Legge 10 dicembre 1993, n. 515, in materia di "Disciplina delle campagne elettorali per l'elezione alla Camera dei deputati e al Senato della Repubblica."
- Legge 2 gennaio 1997, n. 2, in materia di "Norme per la regolamentazione della contribuzione volontaria ai movimenti o partiti politici."
- Legge 3 giugno 1999, n. 157, in materia di "Nuove norme in materia di rimborso delle spese per consultazioni elettorali e referendarie e abrogazione delle disposizioni concernenti la contribuzione volontaria ai movimenti e partiti politici."
- Legge 26 luglio 2002, n. 156, in materia di "Disposizioni in materia di rimborsi elettorali."
- Legge 23 febbraio 2006, n. 51, in materia di "Conversione in legge, con modificazioni, del decreto-legge 30 dicembre 2005, n. 273, recante definizione e proroga di termini, nonché conseguenti disposizioni urgenti. Proroga di termini relativi all'esercizio di deleghe legislative."
- Legge 6 luglio 2012, n. 96, in materia di "Norme in materia di riduzione dei contributi pubblici in favore dei partiti e dei movimenti politici, nonché misure per garantire la trasparenza e i controlli dei rendiconti dei medesimi. Delega al Governo per l'adozione di un testo unico delle leggi concernenti il finanziamento dei partiti e dei movimenti politici e per l'armonizzazione del regime relativo alle detrazioni fiscali."